# 生存证明
生存证明为中华人民共和国境内离退休人员领取养老金的资格证明之一，强制离退休人员向公安机关申请开具。
2004年，劳动和社会保障部颁布《关于对异地居住退休人员进行领取养老金资格协助认证工作的通知》，不再强制离退休人员领取养老金前出具生存证明。同年，国务院颁布《归侨侨眷权益保护法实施办法》，在出国定居的公民领取养老金时也要求提供生存证明。
新华社发表社论认为要求出具生存证明是官僚主义作风的表现。